# Lada Samara
El Lada Samara fou una gama d'automòbils del segment C produïda pel fabricant d'automòbils rus Lada entre els anys 1984 i 2013. Des del seu llançament al mercat, fou conegut com amb el nom de "Samara" a l'Europa occidental i Amèrica. A la Unió Soviètica fou conegut amb el nom d'"Sputnik" (Спутник) fins a la fi d'aquesta, quan passà a ser conegut amb el nom occidental de "Samara" (Самара). Durant la seua producció, el Samara va rebre una sèrie de canvis, redissenys i modificacions fins a la seua fi el desembre de 2013.

## Primera generació

### VAZ-2108 (1984-2004)

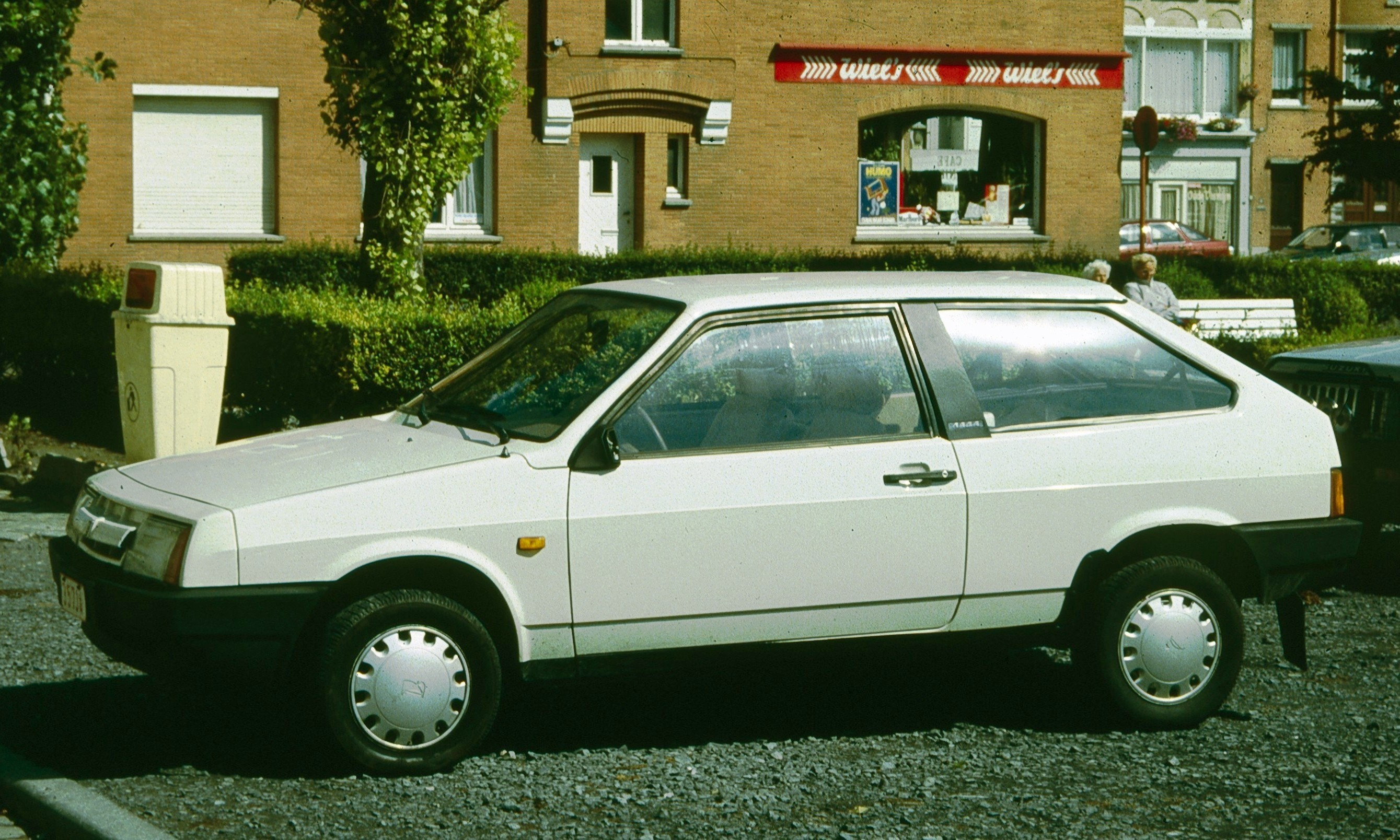
VAZ-2108 (Lada Samara)

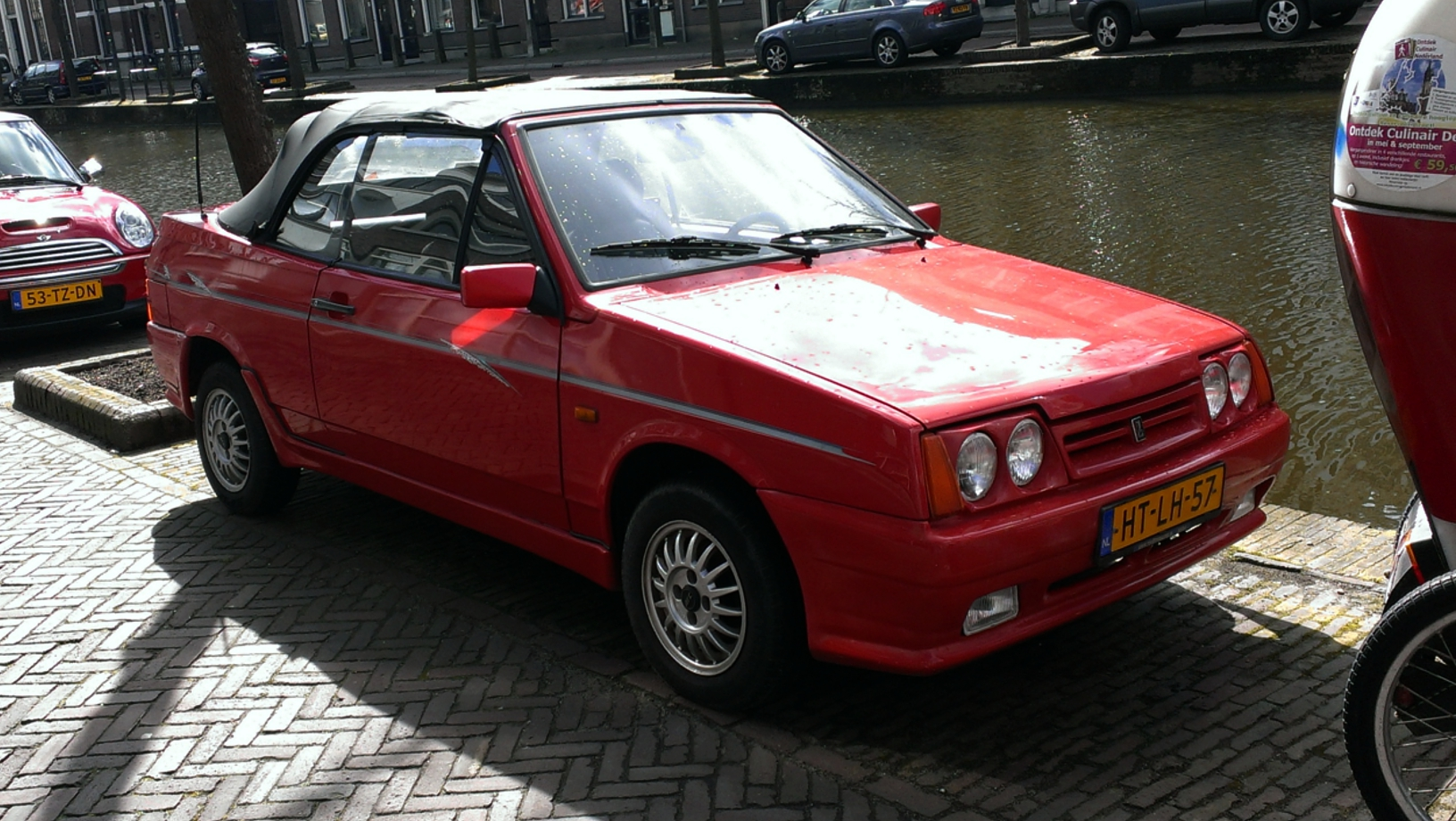
Samara Cabriolet, basat en el 2108

El VAZ-2108 (ВАЗ-2108), també anomenat Sputnik (Спутник) a la Unió Soviètica i Samara (Самара) a Rússia i el mercat d'exportació, fou un automòbil del segment C produït pel fabricant d'automòbils russo-soviètic VAZ-Lada entre els anys 1984 i 2004. El 2108 fou el primer model llançat de la gama Samara/Sputnik el 18 de desembre de 1984.
El 2108 era un automòbil amb carrosseria de tres portes i amb tracció al davant. Inicialment equipava un motor de quatre cilindres en línia SOHC, 1.288 centímetres cúbics i una transmissió manual de quatre velocitats. Poc temps després, se li afegiren els motors de 1.099 CC (una versió reduïda del de 1.288 cc) i 1.499 cc. També es va produir i comercialitzar en un nombre reduït només a Rússia, una versió amb motor Wankel anomenada 2108-91. Amb una transmissió de cinc velocitats, es va vendre pel preu de 56.000 rubles. Degut als problemes de fiabilitat d'aquest tipus de motors, el 2108 Wankel va ser un model estrany de vore, sent adquirit majoritàriament per la policia i altres estaments del govern com a vehicle de persecució gràcies a la seua velocitat màxima de 124 quilòmetres per hora i una acceleració de 0 a 100 km en només huit segons.
Durant els vint anys de producció del model, es fabricaren 884.657 unitats del 2108/Sputnik/Samara. Tot i la finalització de la producció a Rússia, el mateix any a Ucraïna, la marca ZAZ començà a produir el model fins a l'any 2014.

### VAZ-2109 (1987-2004)
El VAZ-2109 (ВАЗ-2109), també anomenat Sputnik (Спутник) a la Unió Soviètica i Samara (Самара) a Rússia i el mercat d'exportació, fou un automòbil del segment C produït pel fabricant d'automòbils russo-soviètic VAZ-Lada entre els anys 1987 i 2004. El 2109 fou el segon model llançat de la gama Samara/Sputnik l'any 1987.

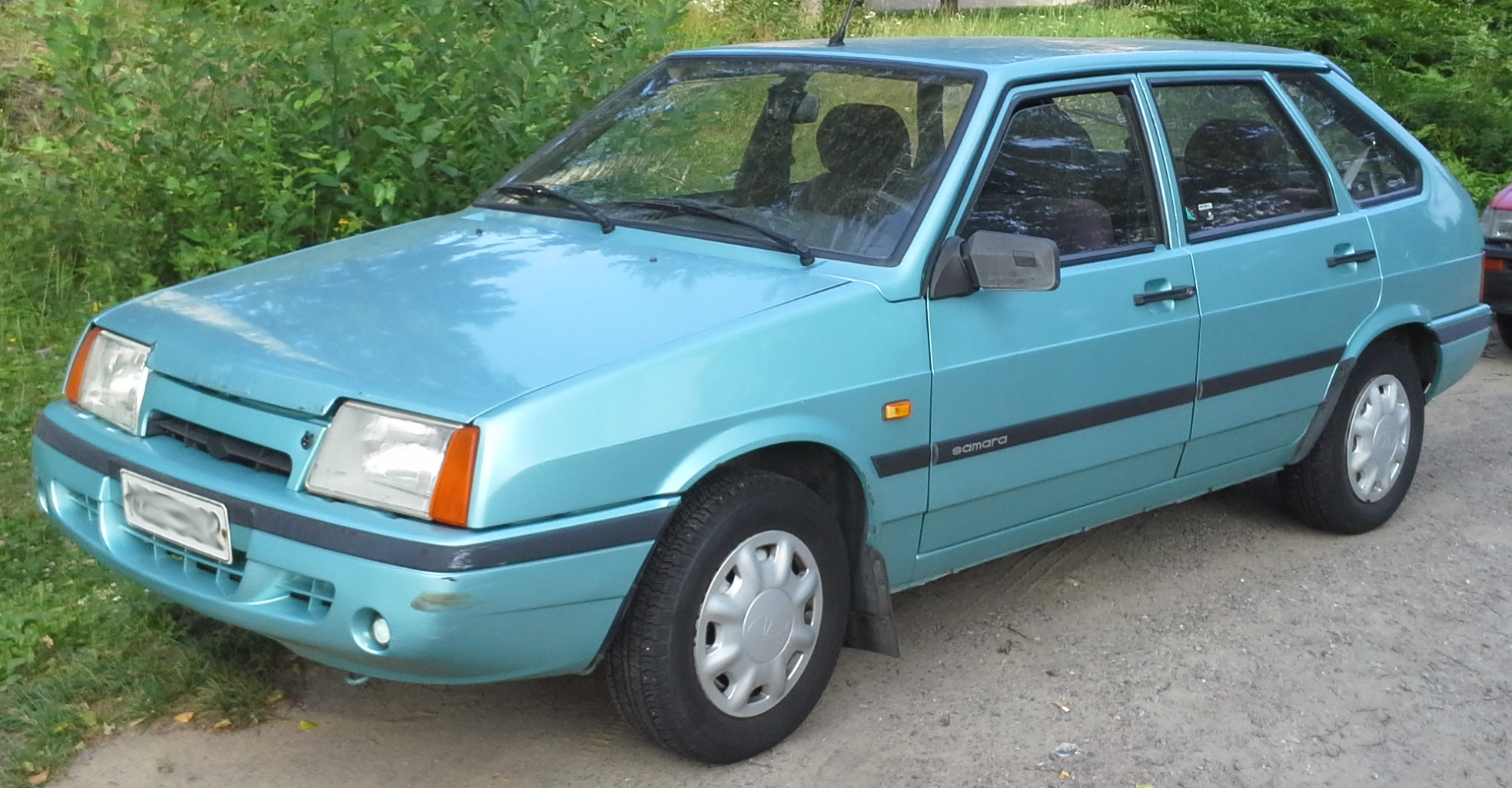
Samara Baltic o EuroSamara

El 2109 era un automòbil amb carrosseria de cinc portes i amb tracció al davant. El 2019 equipava les mateixes motoritzacions que el seu germà el 2108: els 1.099 cc, 1.288 cc, el 1.499 cc i a més, el 1.499 cc amb injecció. Entre els anys 1995 i 1997, a certs països de la Unió Europea, va equipar un motor dièsel de 1.5 cc d'origen Peugeot. Igualment que amb el VAZ-2108, també va existir una versió del 2109 amb motor Wankel anomenada 2109-91.
Durant els quasi vint anys de producció del model, es fabricaren 1.615.995 d'unitats del 2109/Sputnik/Samara. Entre els anys 1991 i 1996, el 2109 es produí a Bèlgica i entre els anys 1995 i 1998 a Finlàndia amb el nom de "Lada Samara Baltik" o "EuroSamara". Tot i la finalització de la producció a Rússia, el mateix any a Ucraïna, la marca ZAZ començà a produir el model fins a l'any 2014.

#### Tarzan (1997-2003)

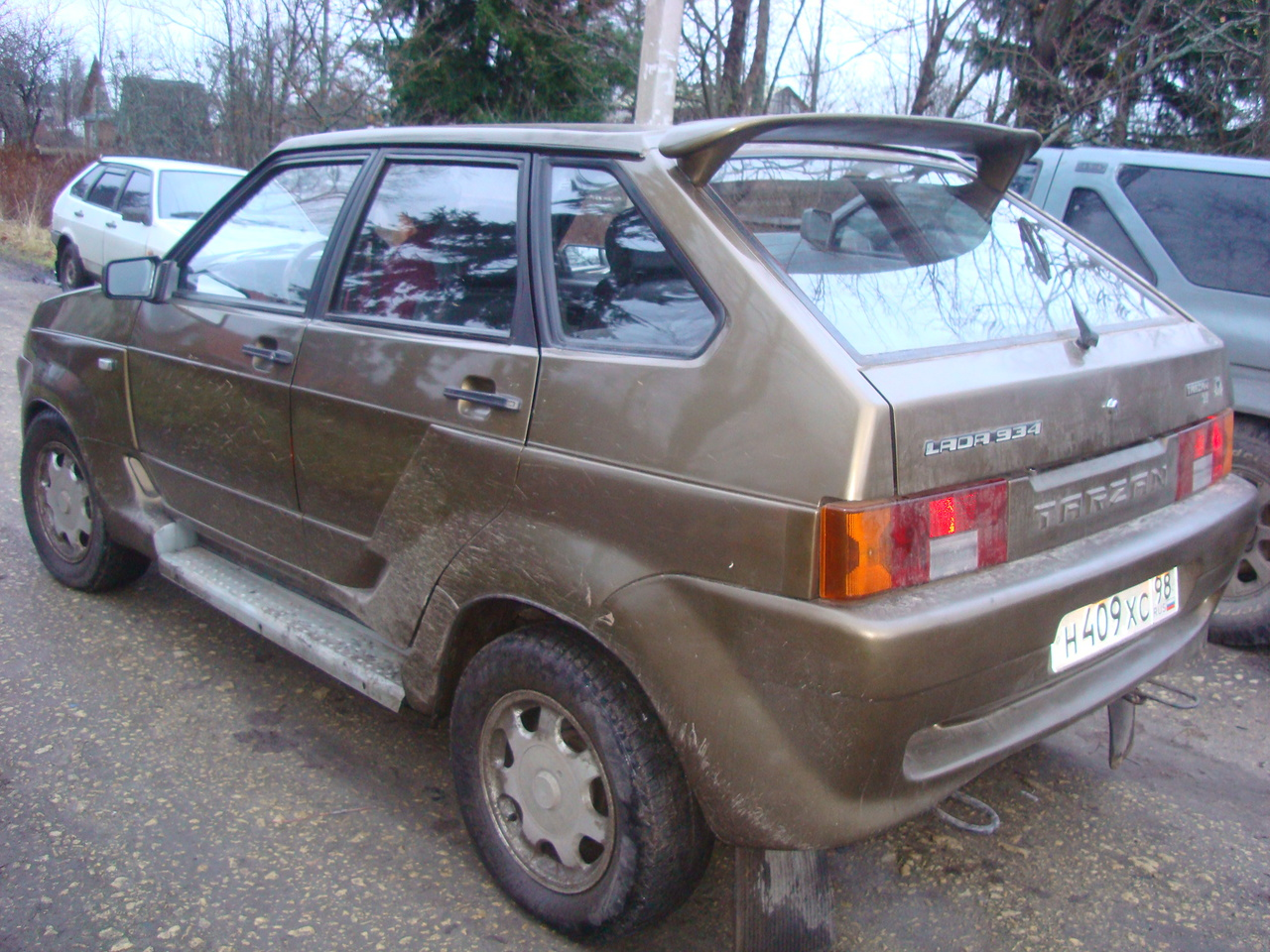
VAZ-2109-34 (Lada Tarzan)

El Lada Tarzan (Тарзан) fou un model produït per AvtoVAZ-Lada entre els anys 1997 i 2003 basat en les carrosseries del 2108, 2109 i 21099 modificades, sobre-elevades i amb tracció a les quatre rodes. El resultat era una mena de SUV que complementava al Lada Niva a la gama.
| Model    | Base  | Motorització | Producció |
| -------- | ----- | ------------ | --------- |
| 2108−34  | 2108  | 21213        | 1998—1999 |
| 2109−34  | 2109  | 21213        | 1998—2006 |
| ?        | 2109  | Peugeot 1,9  | 2001—2002 |
| 21099−34 | 21099 | 21213        | 1998—2012 |

### VAZ-21099 (1990-2004)

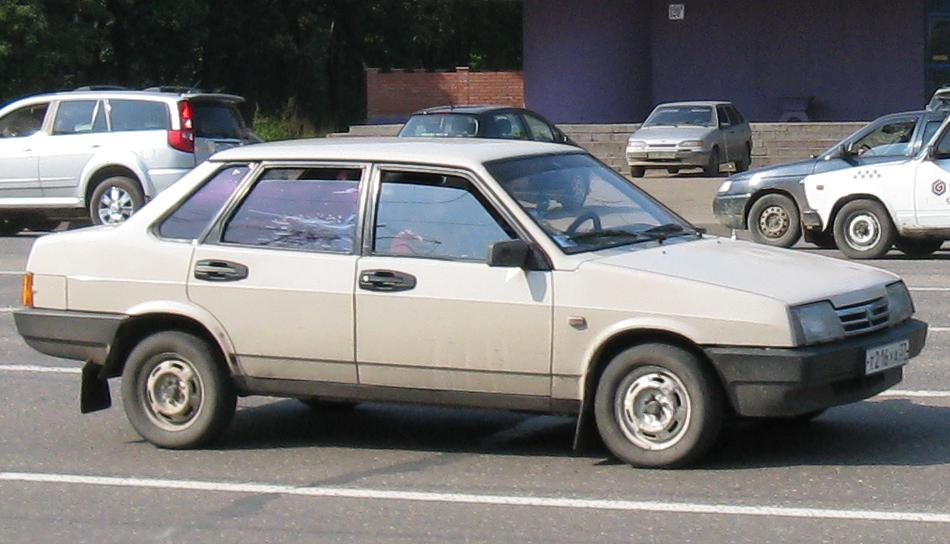
VAZ-21099 (Sputnik)

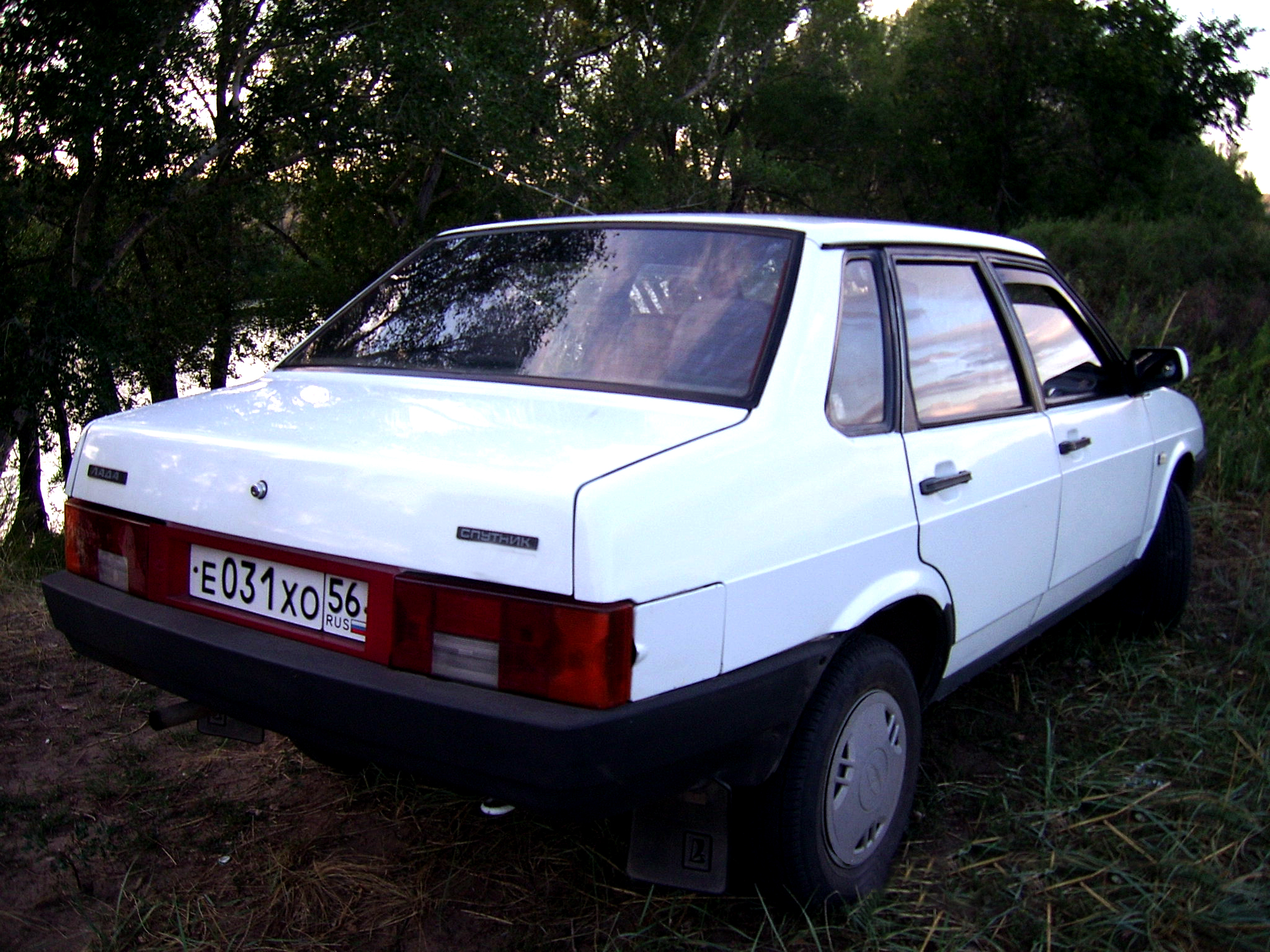
VAZ-21099 (Sputnik)

El VAZ-21099 (ВАЗ-21099), també anomenat Sputnik (Спутник) a la Unió Soviètica, Samara (Самара) a Rússia i Sagona a França i Espanya, Diva a Bèlgica i els Països Baixos i Forma a Alemanya, fou un automòbil del segment C produït pel fabricant d'automòbils russo-soviètic VAZ-Lada entre els anys 1990 i 2004. El 21099 fou el tercer i últim model de la primera generació de la gama Samara/Sputnik en ser llançat al mercat el desembre de 1990.

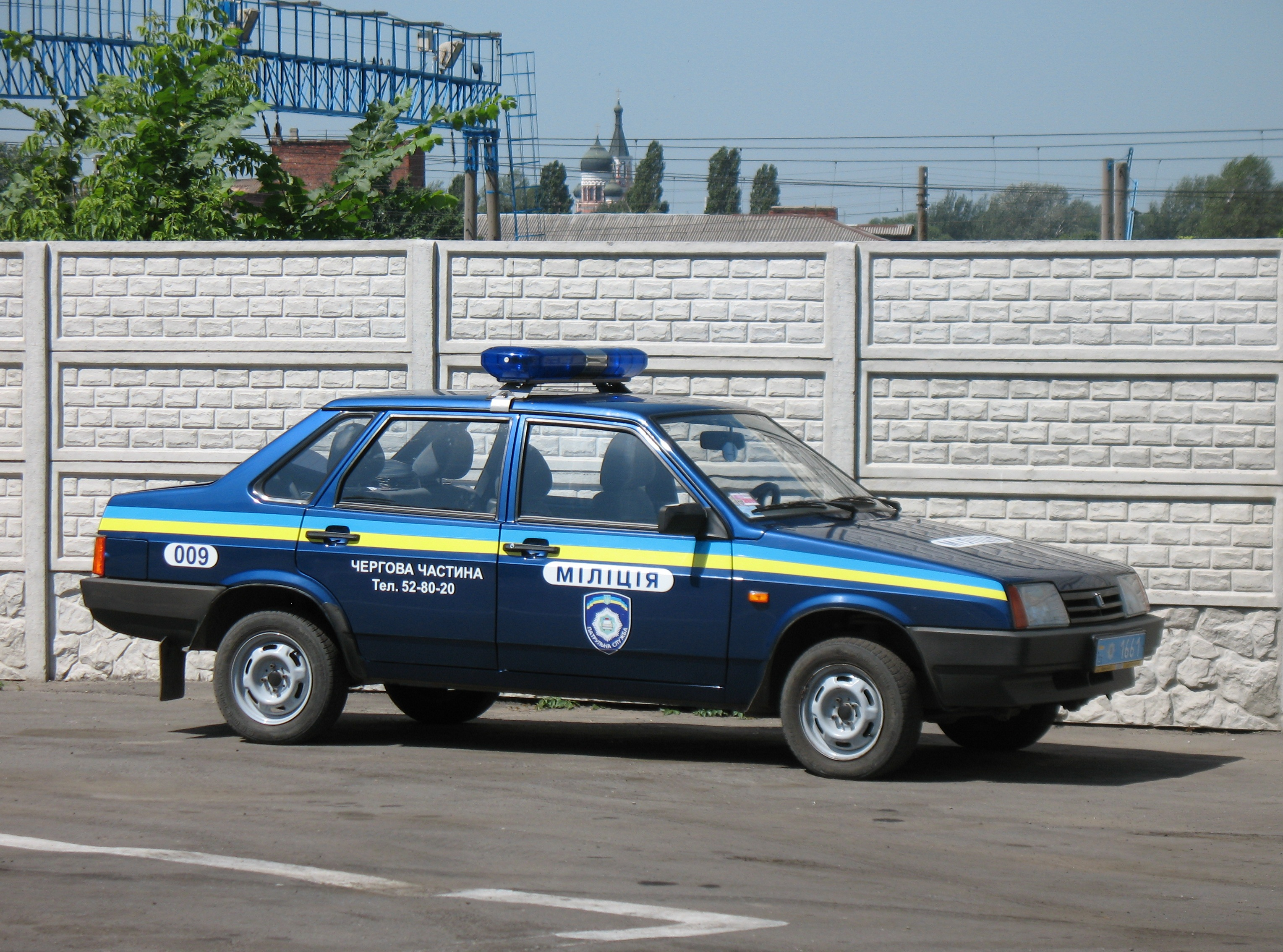
VAZ-21099 de la Milicia de Khàrkov

El 21099 era un automòbil berlina de quatre portes i amb tracció al davant. Tot i que inicialment equipava els mateixos motors que els seus germans 2108 i 2109, ràpidament el 21099 deixà d'equipar al mercat domèstic els motors de 1.099 cc i 1.288 cc, que ja havien desaparegut abans dels catàlegs dels models d'exportació per ser considerats llavors massa menuts. Al disseny, la nova graella frontal del 21099 va ser adoptada pel 2109 l'any 1992 i pel 2108 l'any 1993.
Durant els catorze anys de producció del model, es fabricaren 1.040.475 unitats del 21099 en totes les seues denominacions. Aquest model fou substituït pel VAZ-2115 o Samara II. Tot i la finalització de la producció a Rússia, el mateix any a Ucraïna, la marca ZAZ començà a produir el model fins a l'any 2014.

## Segona generació

### VAZ-2113 (2004-2013)

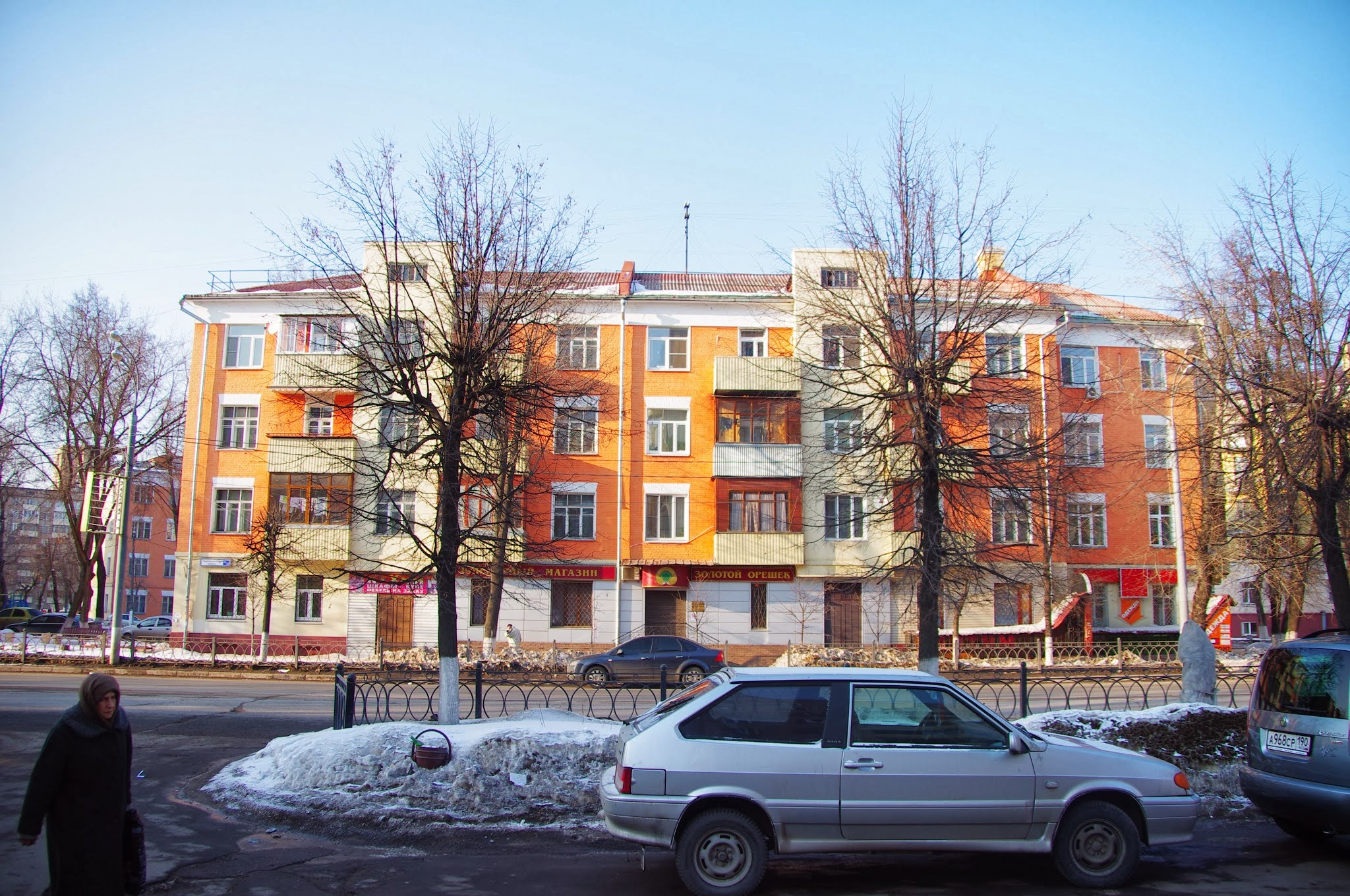
VAZ-2113 o Lada Samara II

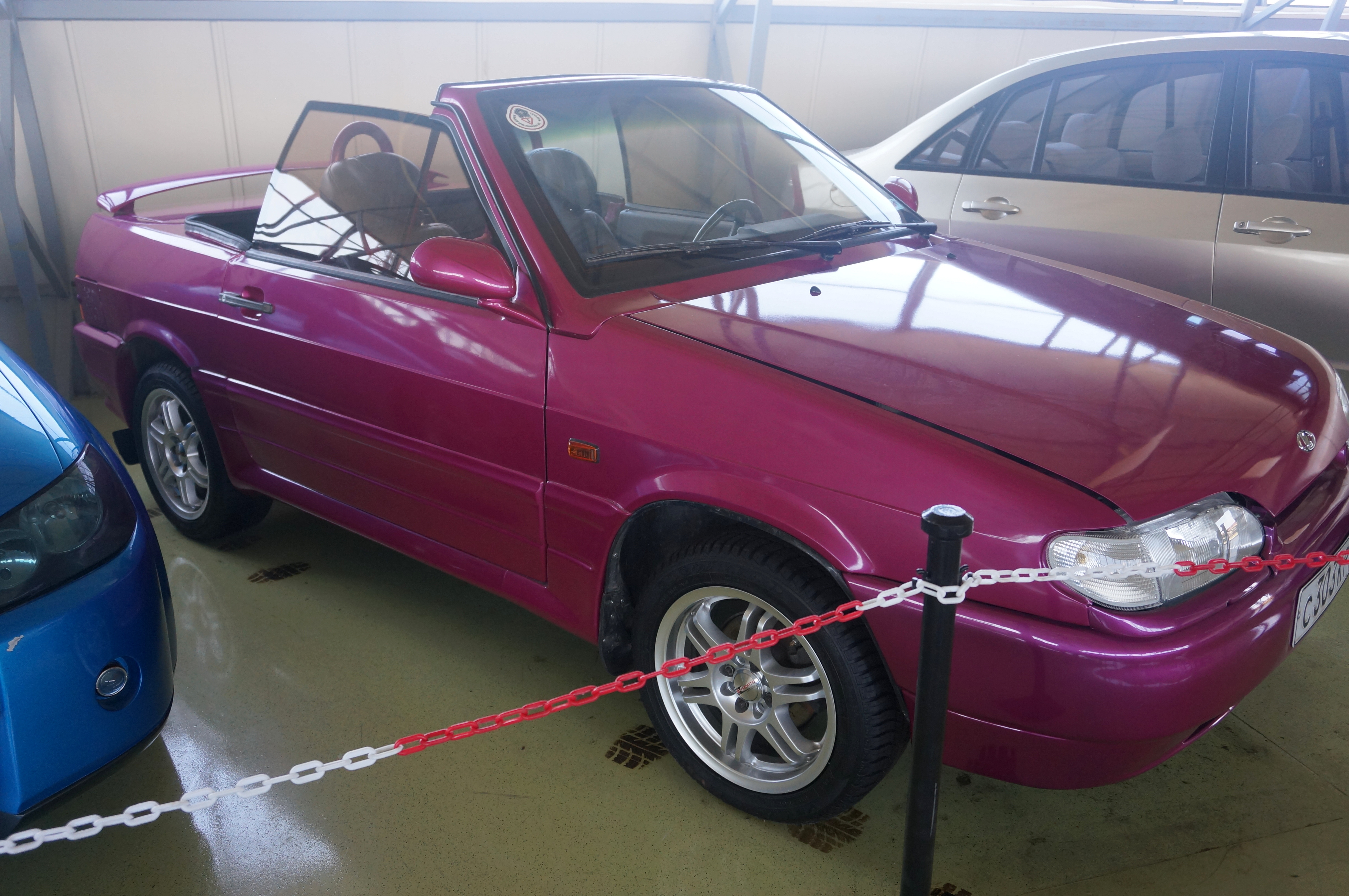
Prototip Cabriolet

El VAZ-2113 o Lada Samara II fou un hatchback de tres portes redissenyat sobre el VAZ-2108. La línia de tres portes es va planejar originalment per suspendre's a causa de la demanda relativament baixa del VAZ-2108. No obstant això, més tard es va decidir mantenir la versió de tres portes, encara que amb volums de producció limitats. La producció es va aturar el 2013. Des del 2004 s'han produït un total de 73.039 unitats, incloent els kits de muntatge.
El 2113, com en el cas del hatchback de cinc portes VAZ-2114, es va produir amb una part posterior de la carrosseria sense canvis a partir del model base VAZ-2108, amb l'excepció del para-xocs, les llums i l'aleró del VAZ-2114.
L'interior, a més del sostre modelat i els panells de les portes interiors, similars al VAZ-2108, i el quadre d'instruments es prenen principalment en préstec del VAZ-2115 i VAZ-2114, però també hi ha solucions originals.
El cotxe estava inicialment equipat amb un motor d'injecció d'1,5 litres que compleix amb les normes Euro-2. Des del 2007, es produeix amb un motor d'1,6 litres que compleix les normes Euro-3. El març de 2010, la producció a petita escala va rebre modificacions amb motors de 16 vàlvules, que es va utilitzar al Lada 110 i al Lada Priora. La velocitat màxima declarada de 185-190 km/h significa que els nous models a petita escala de la família Samara eren en aquell moment els més ràpids de la línia AvtoVAZ. Des de 2011 es equipat amb un nou motor de 1.6 cc provinent del Lada Kalina amb pedal d'accelerador electrònic i que compleix amb les normes Euro-4.

### VAZ-2114 (2001-2013)

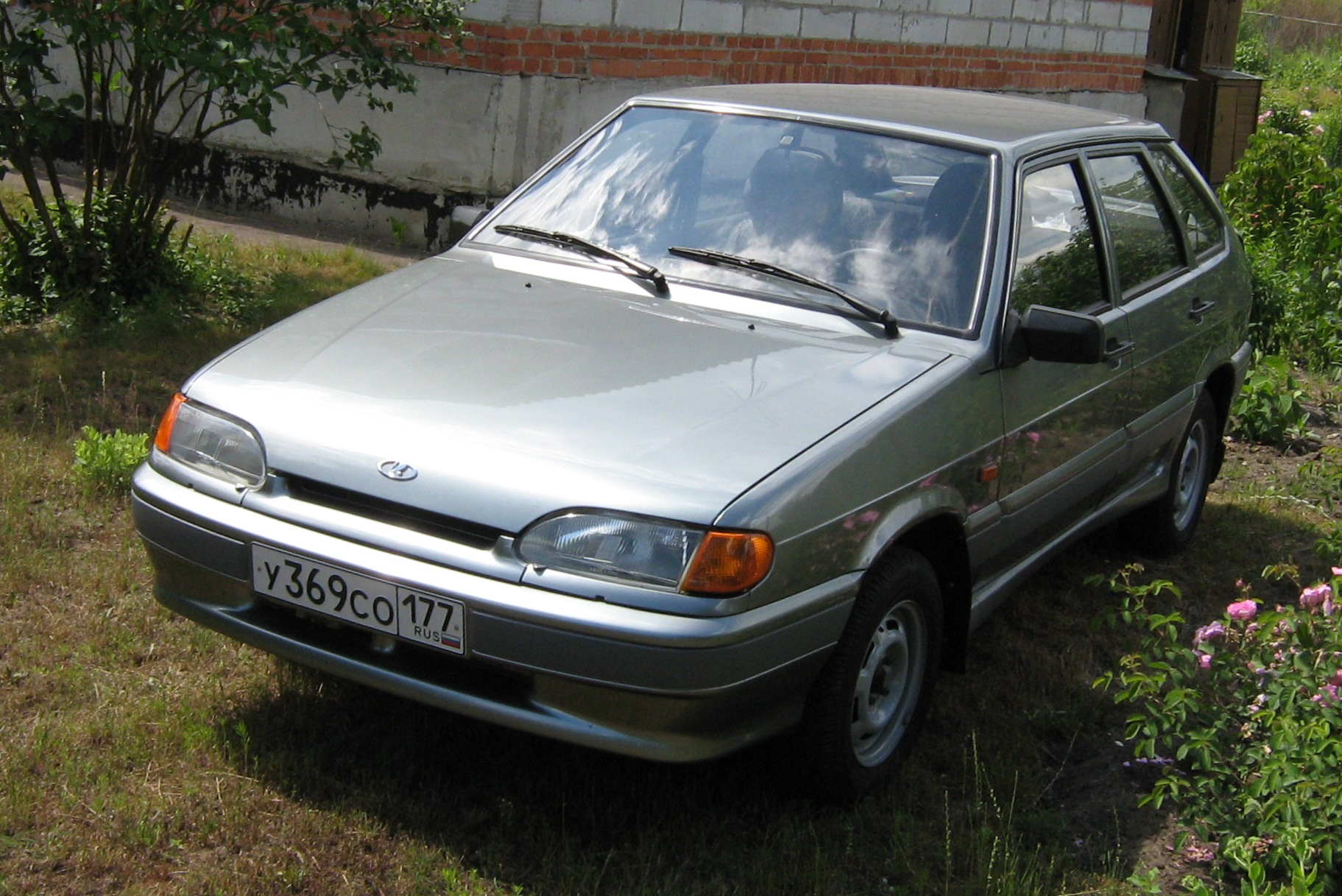
VAZ-2114 o Lada Samara II

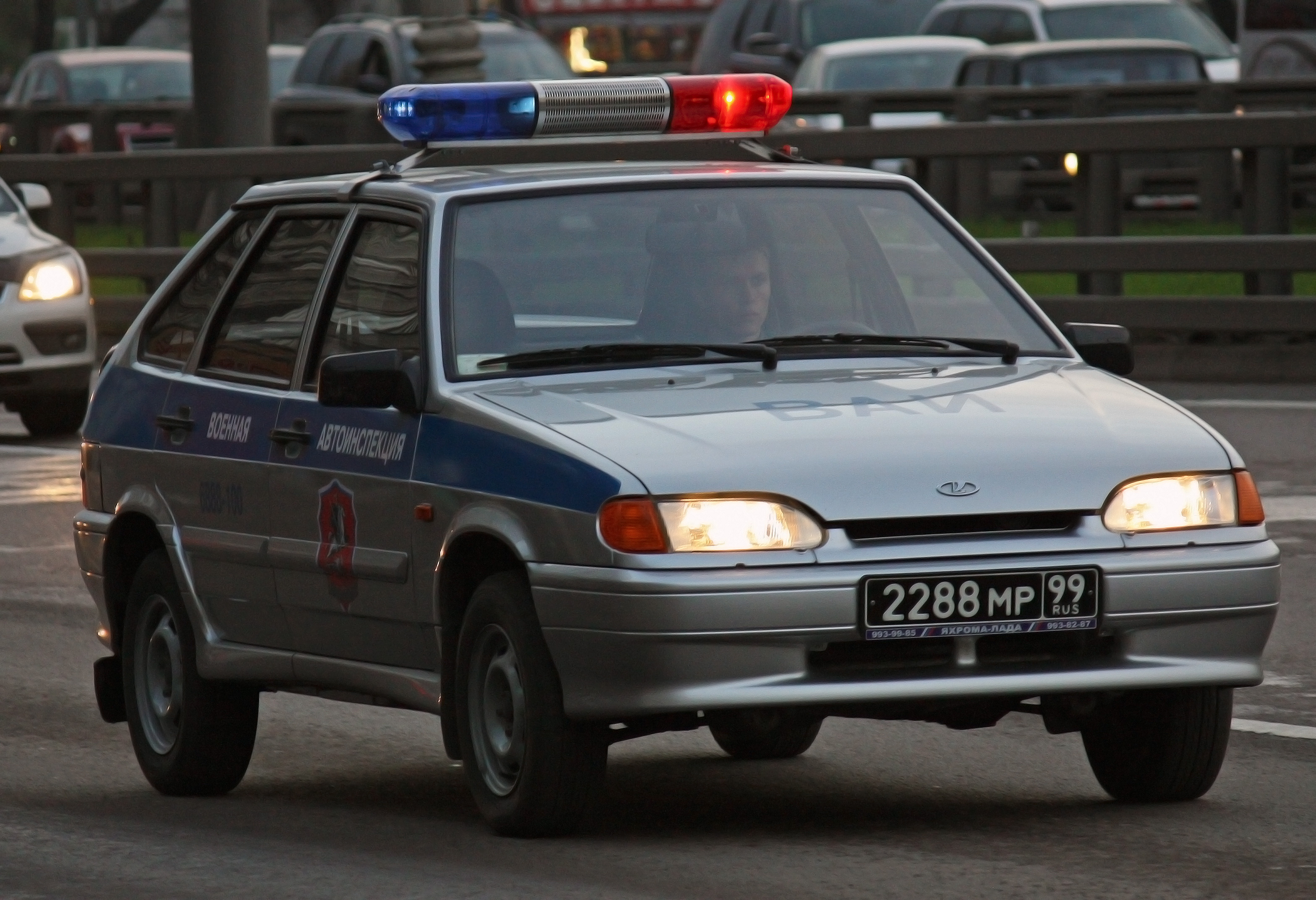
VAZ-2114 de la policia

El VAZ-2114 o Lada Samara II fou un hatchback de cinc portes redissenyat sobre la base del VAZ-2109. El model es diferencia dels seus predecessors pel disseny original de la part davantera de la carrosseria amb nous fars, fars antiboira, capó, parafangs, revestiment del radiador, para-xocs de plàstic, motllures i un aleró del color de la carrosseria.
Presentat al públic l'any 2001, producció en sèrie va començar l'abril de 2003, finalitzant el 24 de desembre de 2013, quan l'última unitat d'aquest model va sortir de la línia de muntatge (una unitat amb motor de 8 vàlvules, 1.6 litres i caixa de canvis de cinc velocitats). Es van produir un total de 923.930 unitats del model.
A la cabina del VAZ-2114 es va instal·lar un nou tauler d'instruments (l'anomenat "Europanel"), més rígid i menys sorollós amb un ordinador de bord, un quadre d'instruments VDO amb dos indicadors de cristall líquid que mostra la temperatura de l'aire exterior i a bord, tensió de xarxa, hora actual, etc i una columna de direcció ajustable en inclinació, un volant de provinent del Lada 110 i un escalfador de nou disseny. Inicialment, al cotxe es va instal·lar un motor de 1.5 litres amb injecció de combustible distribuïda.
Des del 2007, s'ha instal·lat al cotxe un motor modernitzat d'1,6 litres (Euro-3), provinent del Lada 110. Les seves característiques distintives són la injecció de combustible en fases, l'absència d'una línia de retorn (el regulador de pressió de combustible es combina amb una bomba de gasolina (l'anomenat mòdul de combustible), el catalitzador no es troba sota la part inferior, sinó que es combina amb l'escapament. col·lector (l'anomenat col·lector), el motor està cobert amb un panell de plàstic decoratiu a la part superior, en lloc d'un receptor d'alumini, s'hi instal·la un de plàstic. El març de 2010, la producció va rebre modificacions amb uns nous motors de 16 vàlvules provinents del Lada 110 i el Lada Priora.

### VAZ-2115 (1997-2012)

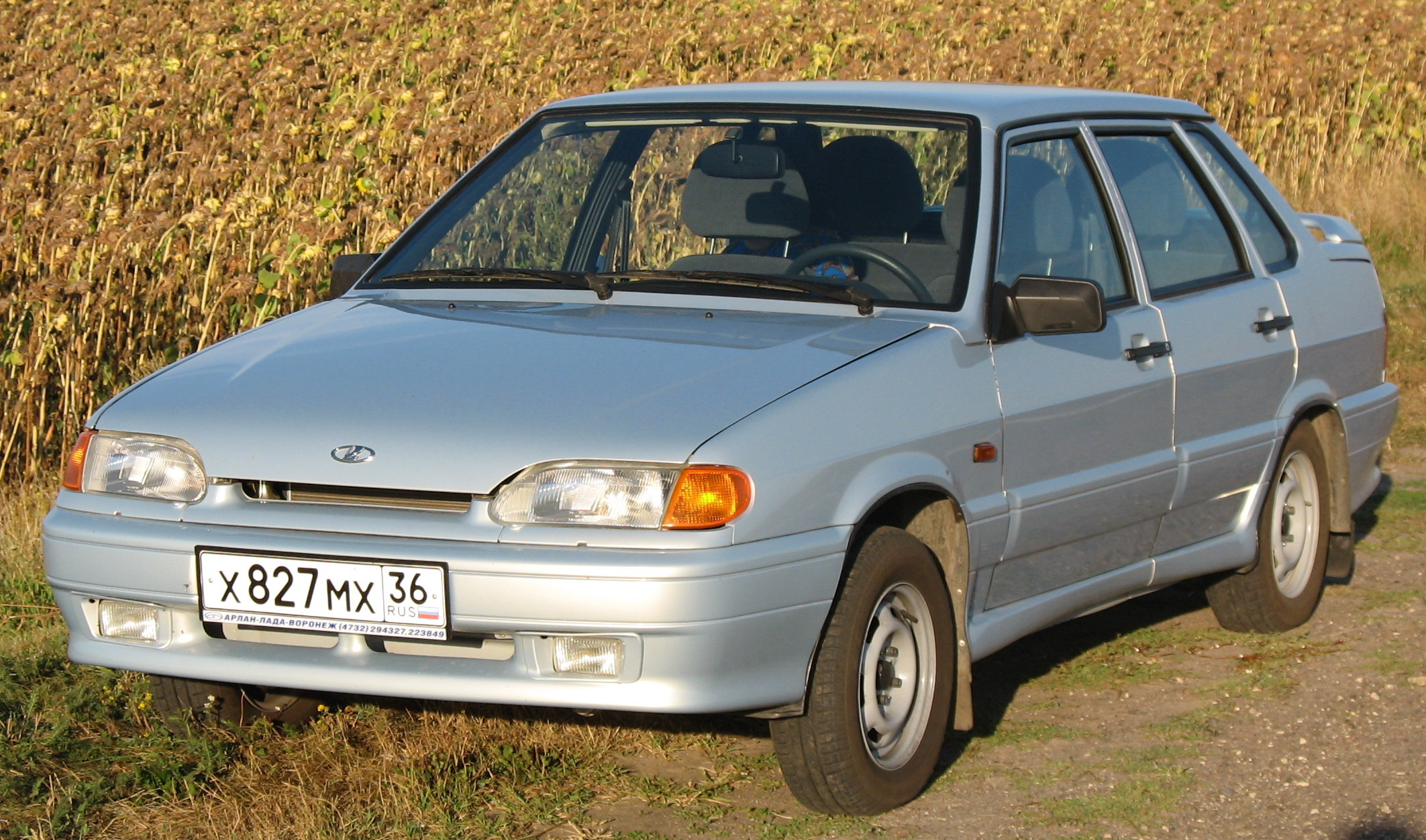
VAZ-2115 o Lada Samara II

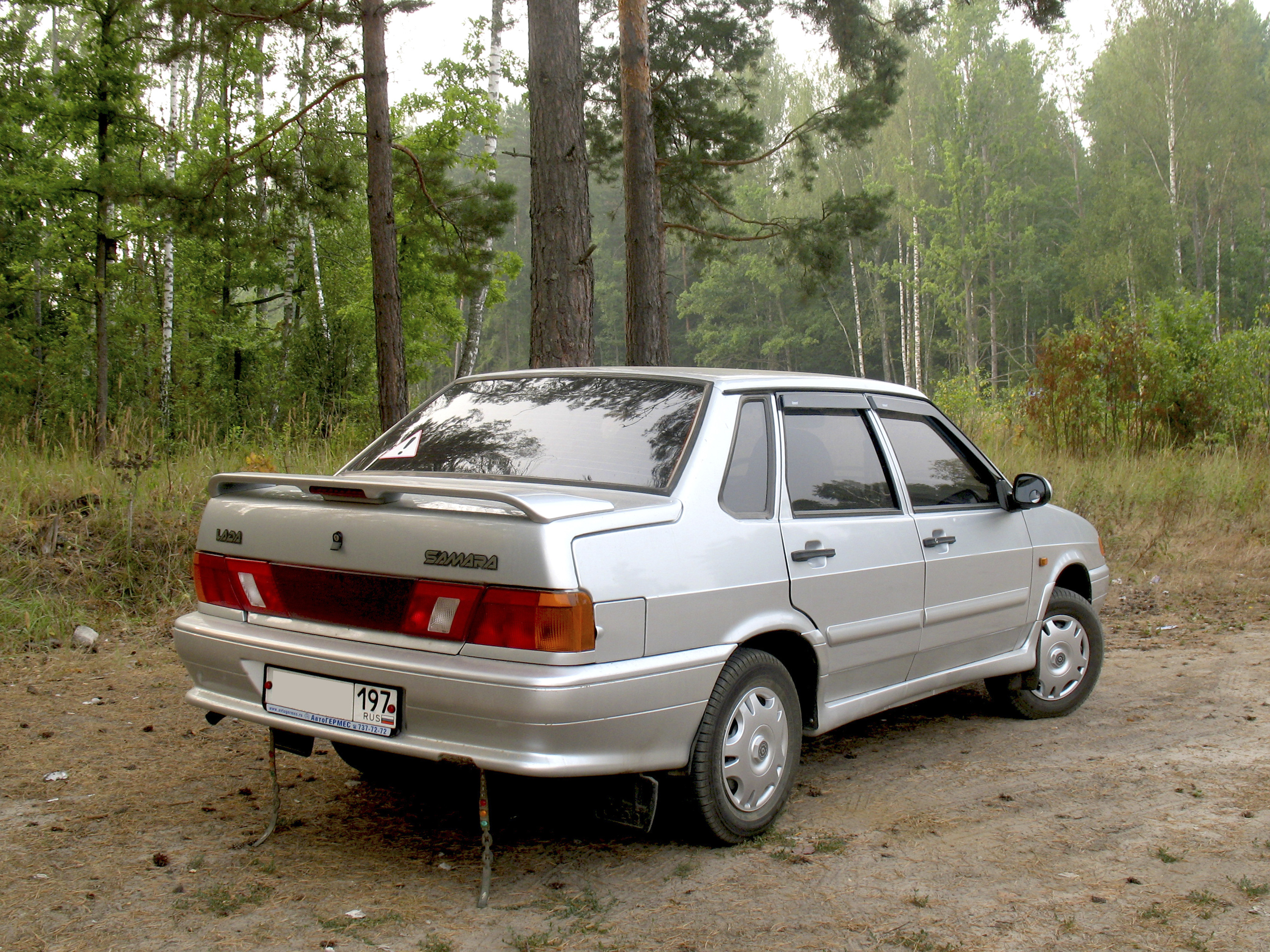
VAZ-2115 o Lada Samara II

El VAZ-2115 o Lada Samara II fou sedan de quatre portes evolucionat a partir del VAZ-21099. La producció a petita escala del model començà l'abril de 1997 i la producció en massa a la primavera de 2000, finalitzant el desembre de 2012, havent-se produït un total de 752.957 unitats del model.
El VAZ-2115 es va convertir en el primogènit de la segona sèrie Lada Samara (anomenada extraoficialment Samara II).
El model va començar a produir-se l'any 1997 en una producció pilot. El nou model es diferencia del seu predecessor per una nova tapa del maleter, nous llums posteriors amb una inserció entre ells, para-xocs del color de la carrosseria, un aleró del maleter amb una llum de fre addicional, carenats d'ampit, motllures de les portes, tot i que l'interior es va mantenir igual al del VAZ-21099. El 2005, va substituir completament el model VAZ-21099.
El cotxe estava equipat amb motors de gasolina d'1,5 i 1,6 litres. Inicialment, es van produir modificacions amb un motor de carburador. Però l'any 2001, va sortir una modificació amb un motor amb injecció de combustible distribuïda. El març de 2010, la producció va rebre modificacions amb uns nous motors de 16 vàlvules provinents del Lada 110 i el Lada Priora.